# Port St. Johns Local Municipality
Port St. Johns (englisch Port St. Johns Local Municipality; gelegentlich auch Port St Johns geschrieben) ist eine Lokalgemeinde im Distrikt OR Tambo der südafrikanischen Provinz Ostkap. Der Verwaltungssitz befindet sich in Port St. Johns. Bürgermeisterin ist Nomvuzo Mlombile-Cingo.
Der Gemeinde ist nach dem Ort ihres Verwaltungssitzes benannt, die auch die einzige größere Ansiedlung ist. Sie ist ein Teil der Landschaft und des Territoriums des ehemaligen Homelands Transkei.
Der 1884 gegründete Küstenort an der Mündung des Mzimvubu erhielt seinen Namen nach einer früheren portugiesischsprachigen Bezeichnung Sâo Joâo für diese Lokalität. Es ist ungeklärt, ob sich das von einem gesunkenen oder hier einst ankernden Schiff gleichen Namens ableitet bzw. von einer Landschaftsform, die ihrem Umriss nach dem Gesichts des Apostels ähnelt. Vor 1552 war die Lokalität als Sâo Christovâo bekannt.

## Orte
- Esikhulu
- Jambeni
- Mbokazi
- Mboziseni
- Mhlotsheni
- Mthinde
- Ngcoya
- Ntsimbini B
- Port St. Johns
- Qhaka

## Bevölkerung
Im Jahr 2011 hatte die Gemeinde 156.153 Einwohner. Davon waren 99,3 % schwarz. Erstsprache war zu 94,6 % isiXhosa und zu 2,6 % Englisch.